# إنديانابوليس 500 سنة 1953
سباق إنديانا بوليس -500 ميل 1953 أقيم في حلبة إنديانابوليس موتور سبيدواي في 30 مايو 1953 وفاز في السباق بيل فوكوفيتش من فريق هوارد بي كيك بمتوسط سرعة 128.740 ميل/س (207.187 كم/س).
وكان أول المنطلقين بيل فوكوفيتش بسرعة 138.392 ميل/س (222.720 كم/س).